# Ginástica artística nos Jogos Pan-Americanos de 2011 - Equipes masculinas
A competição por equipes masculinas foi um dos eventos da ginástica artística nos Jogos Pan-Americanos de 2011. Foi disputada no Complexo Nissan de Ginástica no dia 25 de outubro.

## Calendário
Horário local (UTC-6).
| Data          | Horário | Fase                  |
| ------------- | ------- | --------------------- |
| 25 de outubro | 13:00   | Subdivisão 1 (início) |
| 25 de outubro | 14:40   | Subdivisão 1 (final)  |
| 25 de outubro | 16:00   | Subdivisão 2 (início) |
| 25 de outubro | 17:40   | Subdivisão 2 (final)  |

## Medalhistas
|  | BRA Brasil                                                                                     |  | PUR Porto Rico                                                                     |  | USA Estados Unidos                                                                         |
|  | Francisco Barreto Petrix Barbosa Péricles da Silva Diego Hypólito Arthur Zanetti Sérgio Sasaki |  | Rafael Morales Ángel Ramos Tommy Ramos Luis Rivera Alexander Rodríguez Luis Vargas |  | Donothan Bailey Christopher Maestas Tyler Mizoguchi Sho Nakamori Paul Ruggeri Brandon Wynn |

## Qualificação
Devido a participação reduzida de nações, não houve a fase de classificação. Os resultados da final foram obtidos diretamente da Competição I, na qual classificaram-se os ginastas para as finais por aparelhos e do individual geral.

## Resultados
Em itálico o pior resultado descartado por aparelho.
| Pos.                     | Equipe             |        |        |        |        |        |        | Total   |
| ------------------------ | ------------------ | ------ | ------ | ------ | ------ | ------ | ------ | ------- |
| Medalha de ouro          | BRA Brasil         | 58,650 | 55,200 | 57,300 | 62,800 | 56,700 | 55,450 | 346,100 |
|                          | Francisco Barreto  |        | 13,850 | 14,100 |        | 13,900 | 12,750 | 346,100 |
| Petrix Barbosa           | 14,000             | 12,450 | 13,750 | 15,550 | 14,200 | 14,100 |        | 346,100 |
| Péricles da Silva        | 13,850             | 13,850 | 13,800 | 14,450 | 13,900 | 13,650 |        | 346,100 |
| Diego Hypólito           | 15,600             | 12,900 |        | 15,400 | 14,050 | 13,700 |        | 346,100 |
| Arthur Zanetti           | 14,400             |        | 15,550 | 15,800 |        |        |        | 346,100 |
| Sérgio Sasaki            | 14,650             | 14,600 | 13,850 | 16,050 | 14,550 | 14,000 |        | 346,100 |
| Medalha de prata         | PUR Porto Rico     | 58,150 | 56,500 | 56,100 | 61,950 | 53,550 | 58,600 | 344,850 |
|                          | Rafael Morales     | 14,150 | 14,000 | 13,450 | 15,200 |        |        | 344,850 |
| Ángel Ramos              | 14,550             | 11,900 | 13,350 | 15,600 | 12,600 | 14,800 |        | 344,850 |
| Tommy Ramos              |                    |        | 14,950 |        | 11,850 | 13,800 |        | 344,850 |
| Luis Rivera              | 14,650             | 13,650 | 14,150 | 15,600 | 13,350 | 14,450 |        | 344,850 |
| Alexander Rodríguez      | 14,750             | 14,600 |        | 14,700 | 13,300 | 14,700 |        | 344,850 |
| Luis Vargas              | 14,200             | 14,250 | 13,550 | 15,550 | 14,300 | 14,650 |        | 344,850 |
| Medalha de bronze        | USA Estados Unidos | 56,700 | 52,400 | 57,300 | 62,050 | 55,750 | 57,800 | 342,000 |
|                          | Donothan Bailey    | 14,550 | 13,900 | 13,450 | 14,950 |        | 12,200 | 342,000 |
| Christopher Maestas      | 13,050             | 12,450 | 14,800 | 15,200 | 13,700 | 14,350 |        | 342,000 |
| Tyler Mizoguchi          | 14,550             | 13,250 | 14,000 | 15,800 | 12,500 |        |        | 342,000 |
| Sho Nakamori             |                    | 12,750 | 13,600 |        | 14,600 | 14,050 |        | 342,000 |
| Paul Ruggeri             | 14,550             |        |        | 16,100 | 14,450 | 15,200 |        | 342,000 |
| Brandon Wynn             | 11,550             | 12,500 | 14,900 | 14,500 | 13,000 | 14,200 |        | 342,000 |
| 4                        | COL Colômbia       | 56,100 | 55,200 | 53,650 | 62,100 | 57,400 | 56,400 | 340,850 |
|                          | Jossimar Calvo     | 14,800 | 13,150 | 12,450 | 15,650 | 14,500 | 14,800 | 340,850 |
| Jorge Hugo Giraldo       | 13,850             | 13,950 | 14,300 | 15,400 | 14,900 | 14,150 |        | 340,850 |
| James Brochero           | 14,100             |        | 13,000 | 15,750 | 13,950 |        |        | 340,850 |
| Fabián Meza              |                    | 13,700 | 13,650 |        | 14,050 | 13,950 |        | 340,850 |
| Jorge Yesid Peña         | 13,350             | 14,400 |        | 14,950 |        |        |        | 340,850 |
| Javier Sandoval          | 13,050             | 12,550 | 12,700 | 15,300 | 13,700 | 13,500 |        | 340,850 |
| 5                        | CAN Canadá         | 57,650 | 55,050 | 54,600 | 61,800 | 53,400 | 52,700 | 335,200 |
|                          | Mathieu Csukassy   |        | 12,650 |        |        | 13,050 | 11,800 | 335,200 |
| Tariq Dowers             | 13,800             | 13,650 | 13,100 | 15,150 | 13,550 | 13,400 |        | 335,200 |
| Anderson Loran           | 14,300             | 13,900 | 12,800 | 15,150 | 13,300 | 13,550 |        | 335,200 |
| Scott Morgan             | 14,650             |        | 14,250 | 15,400 |        |        |        | 335,200 |
| Jason Scott              | 14,300             | 13,900 | 13,300 | 14,450 | 13,050 | 12,600 |        | 335,200 |
| Hugh Smith               | 14,400             | 13,600 | 13,950 | 16,100 | 13,500 | 13,150 |        | 335,200 |
| 6                        | MEX México         | 54,000 | 55,450 | 53,050 | 60,400 | 56,600 | 53,000 | 332,500 |
|                          | Javier Balboa      | 13,450 | 11,700 | 13,350 | 15,300 |        | 13,450 | 332,500 |
| Javier Cervantes         | 14,050             | 13,800 | 12,800 | 15,200 | 14,200 | 12,400 |        | 332,500 |
| Daniel Corral            |                    | 15,300 |        |        | 15,350 |        |        | 332,500 |
| Aldo Torres              | 13,500             |        | 13,500 | 14,600 | 13,200 | 14,000 |        | 332,500 |
| Santiago López           |                    | 12,400 | 10,700 |        | 13,850 | 12,600 |        | 332,500 |
| Luis Alberto Sosa        | 13,000             | 13,950 | 13,400 | 15,300 | 12,850 | 12,950 |        | 332,500 |
| 7                        | ARG Argentina      | 55,650 | 51,800 | 55,200 | 59,000 | 54,200 | 54,500 | 330,350 |
|                          | Nicolás Córdoba    | 13,600 | 12,600 | 13,450 | 14,100 | 13,500 | 14,100 | 330,350 |
| Juan Manuel Lompizano    | 13,550             | 13,500 | 11,650 | 14,550 | 13,550 | 13,050 |        | 330,350 |
| Osvaldo Martínez Erazún  |                    | 12,100 | 14,550 | 14,700 | 13,900 | 13,950 |        | 330,350 |
| Mauro Martínez           | 14,250             |        | 12,750 | 14,450 |        |        |        | 330,350 |
| Juan Sebastián Melchiori | 14,100             | 12,600 |        |        | 13,250 | 12,300 |        | 330,350 |
| Federico Molinari        | 13,700             | 13,100 | 14,450 | 15,300 | 12,900 | 13,400 |        | 330,350 |